# Кокс, Аллан
Аллан В. Кокс (Allan Verne Cox; 17 декабря 1926, Санта-Ана, Калифорния — 27 января 1987 г., Пало-Алто, Калифорния) — американский геофизик. Доктор философии (1959). Профессор Стэнфордского университета, член Национальной АН США (1969) и Американского философского общества (1984).
В 1967 году из Геологической службы США перешел на кафедру геофизики Стэнфордского университета, в котором с 1979 года стал деканом школы наук о Земле. Член Американской академии искусств и наук (1974). В 1978—1980 годах президент Американского геофизического союза.
Отмечен John Adam Fleming Medal Американского геофизического союза (1969), премией Ветлесена (1970), медалью Артура Л. Дэя Геологического общества Америки (1975), Arthur L. Day Prize and Lectureship НАН США (1984).
Автор более ста научных работ, двух книг.